# 省人化
省人化 (しょうじんか) とは、単位経済活動あたりの労働時間を減少させることであり、単位仕事あたりの人間の労力を減少させる省力化とは違った社会的影響がある。

## 日本における背景
現代日本では、低賃金国との競争・社会の高齢化による若年労働者の減少などのため、単位経済活動あたりの賃金・経済活動に投入できる総労働時間が制限されるようになってきている。そのため、産業構造の転換・高度化などにより、潜在経済成長力の維持をすることが求められている。
また、サービス残業・労働災害の防止、単位時間当たり賃金の増加による優秀な人材の確保も期待できる。

## 省人化の方法

### 仕事の内容見直し
省人化の基本は、最終的な目的を果たすために必要のない仕事をやめることである。まず仕事の目標(仕様)を見直し、それに必要な仕事を組み立ててゆくことが必要である。

### 自動化
自動化は、人間が行っていた動作を機械に代替して作業要員を減らすことである。

### 自働化
自働化は、トヨタ生産方式で用いられる用語である。「ニンベンのついた自動化」などとも呼ばれ、単なる自動化とは異なり以下の条件が必要である。
- 正常時は人間の監視・関与が不要である。
- 異常時には、自動で安全側で停止または縮退運転となる。
- その後警報などで人間の関与を求める。

- この一連の作動がシステム化されている。これにより、正常動作時に人間が他の仕事を行うことが可能となる。

## 省人化・省力化に対する支援策
政府は、企業の省人化・省力化を支援するべく取り組みを行なっている。以下がその一例である。

### 補助金

#### ものづくり補助金省力化（オーダーメイド）枠[1]
2024年2月から、ものづくり補助金において、革新的な生産プロセスやサービス提供方法の省力化を行う取り組みのための「省力化（オーダーメイド）枠」が新設。
人手不足解消に向けて「デジタル技術等を活用した専用設備（オーダーメイド設備）の導入等」を行うことで、革新的な生産プロセス・サービス提供方法の効率化・高度化を図る取り組みを進める中小企業・小規模事業者等の、設備・システム投資等を支援する申請枠となっている。

#### 省人化・省力化補助金（仮称）[2]
省人化・省力化補助金は、2024年4月以降に新たに公募される補助金であり、事業の生産プロセスを効率化し、地方企業の賃上げや新たな投資を促進するために設けられる予定である。具体的には、汎用的な機器やロボット・AIの導入支援が行われることで、労働集約型から省力・自動化を促す取り組みとなっている。現在の中小企業の補助金にはIT（情報技術）ツールの導入を支援する「IT導入補助金」や、革新的な設備投資を後押しする「ものづくり補助金」は存在したが、直接的に人手不足に対応する補助金はなく、中小企業の人手不足に直接寄与するものと考えられている。

## 社会的影響
経営者・投資家は、総労務費の減少による利潤の増加を期待している。
消費者は、物価の安定・低下が期待できる。
労働者は、総労働時間の減少・総年収の減少・失業率の上昇などを懸念している。